# American Anthropological Association
 (octobre 2022).
Si vous disposez d'ouvrages ou d'articles de référence ou si vous connaissez des sites web de qualité traitant du thème abordé ici, merci de compléter l'article en donnant les références utiles à sa vérifiabilité et en les liant à la section « Notes et références ».
Pour les articles homonymes, voir AAA.
L'American Anthropological Association (AAA) est une association professionnelle d'intellectuels et de praticiens en anthropologie. Comptant plus de 11 000 membres, c'est la plus grande association dans ce domaine. Fondée en 1902, son siège social se situe à Arlington, Virginie, États-Unis.
L'AAA comprend des archéologues, des anthropologues culturels, des anthropologues en biologie, des linguistes, des anthropologues médicaux et des anthropologues appliqués. Ceux-ci proviennent d'universités, de centres de recherche, d'agences gouvernementales, de musées, de sociétés et d'ONG répartis à travers le monde. L'AAA supervise la tenue du plus grand congrès mondial annuel en anthropologie et publie plus de 20 journaux académiques dont les articles sont évalués par des pairs.

## Présidents
- William John McGee (1902–04)
- Frederic Ward Putnam (1905–06)
- Franz Boas (1907–08)
- William Henry Holmes (en) (1909–10)
- Jesse Walter Fewkes (1911–12)
- Roland Burrage Dixon (en) (1913–14)
- Frederick Webb Hodge (en) (1915–16)
- Alfred L. Kroeber (1917–18)
- Clark Wissler (en) (1919–20)
- William Curtis Farabee (en) (1921–22)
- Walter Hough (en) (1923–24)
- Aleš Hrdlička (1925–26)
- Marshall Howard Saville (en) (1927–28)
- Alfred Tozzer (1929–30)
- George Grant MacCurdy (en) (1931)
- John R. Swanton (1932)
- Fay-Cooper Cole (en) (1933–34)
- Robert Lowie (1935)
- Herbert Spinden (1936)
- Nels C. Nelson (en) (1937)
- Edward Sapir (1938)
- Diamond Jenness (1939)
- John M. Cooper (1940)
- Elsie Clews Parsons (1941)
- Alfred V. Kidder (en) (1942)
- Leslie Spier (en) (1943)
- Robert Redfield (1944)
- Neil Judd (en) (1945)
- Ralph Linton (1946)
- Ruth Benedict (1947)
- Clyde Kluckhohn (1947)
- Harry L. Shapiro (en) (1948)
- Alfred Irving Hallowell (1949)
- Ralph Beals (en) (1950)
- William W. Howells (1951)
- Wendell C. Bennett (1952)
- Fred Eggan (1953)
- John Otis Brew (en) (1954)
- George Murdock (1955)
- Emil Haury (en) (1956)
- E. Adamson Hoebel (en) (1957)
- Harry Hoijer (en) (1958)
- Sol Tax (en) (1959)
- Margaret Mead (1960)
- Gordon Willey (1961)
- Sherwood Washburn (1962)
- Morris Edward Opler (en) (1963)
- Leslie White (1964)
- Alexander Spoehr (en) (1965)
- John P. Gillin (1966)
- Frederica de Laguna (1967)
- Irving Rouse (1968)
- Cora Du Bois (1969)
- George M. Foster (1970)
- Charles Wagley (en) (1971)
- Anthony F. C. Wallace (en) (1972)
- Joseph B. Casagrande (en) (1973)
- Edward H. Spicer (en) (1974)
- Ernestine Friedl (en) (1975)
- Walter Goldschmidt (1976)
- Richard N. Adams (1977)
- Francis L. K. Hsu (1978)
- Paul Bohannan (1979)
- Conrad M. Arensberg (1980)
- William C. Sturtevant (1981)
- M. Margaret Clark (1982)
- Dell Hymes (1983)
- Nancy Oestreich Lurie (1984-85)
- June Helm (1986-87)
- Roy Rappaport (1988-89)
- Jane E. Buikstra (1989–91)
- Annette Weiner (1991–93)
- James Peacock (1993–95)
- Yolanda T. Moses (1995–97)
- Jane H. Hill (1997–99)
- Louise Lamphere (1999–01)
- Don Brenneis (2001–03)
- Elizabeth Brumfiel (2003–05)
- Alan H. Goodman (2005–07)
- Setha Low (2007–09)
- Virginia R. Domínguez (2009–11)
- Leith Mullings (2011–13)
- Monica Heller (2013–15)
- Alisse Waterston (2015–17)
- Alex Barker (2017–19)

## Prix Ruth-Benedict
Le prix Ruth-Benedict est décerné chaque année par l'American Anthropological Association pour « reconnaître l'excellence d'un livre scientifique écrit dans une perspective anthropologique sur un sujet lesbien, gay, bisexuel ou transgenre ». Les ouvrages peuvent porter sur n'importe quel sujet lié aux lesbiennes, aux hommes gays, aux bisexuels, aux personnes transgenres ou à d'autres formations et catégories de genre/sexuelles de n'importe quelle zone culturelle dans le monde. Les auteurs peuvent être issus de n’importe quelle discipline scientifique, mais le matériel soumis doit faire appel à des théories et des méthodes anthropologiques. Le prix a été créé en 1986 en l'honneur de l'anthropologue Ruth Benedict (1887-1948) et il est attribué dans deux catégories distinctes : monographie et ouvrage collectif,.

### Liste des primés
| Année | Auteur                                             | Titre                                                                                                 | Catégorie     |
| ----- | -------------------------------------------------- | --- | ------------- |
| 1986  | Walter L. Williams                                 | The Spirit and the Flesh: Sexual Diversity in American Indian Culture                                 | Monographie   |
| 1987  | Gilbert Herdt                                      | The Sambia: Ritual and Gender in New Guinea                                                           | Monographie   |
| 1990  | Serena Nanda                                       | Neither Man nor Woman: The Hijras of India                                                            | Monographie   |
| 1990  | Kath Weston                                        | Families We Choose: Lesbians, Gays, Kinship                                                           | Monographie   |
| 1991  | Richard Parker                                     | Bodies, Pleasures, and Passions: Sexual Culture in Contemporary Brazil                                | Monographie   |
| 1992  | Ellen Lewin                                        | Lesbian Mothers: Accounts of Gender in American Culture                                               | Monographie   |
| 1993  | Elizabeth Lapovsky Kennedy et Madeline D. Davis    | Boots of Leather, Slippers of Gold: The History of a Lesbian Community                                | Book          |
| 1993  | Roger Lancaster                                    | Life is Hard: Machismo, Danger, and the Intimacy of Power in Nicaragua                                | Monograph     |
| 1994  | Esther Newton                                      | Cherry Grove, Fire Island: Sixty Years in America’s First Gay and Lesbian Town                        | Monograph     |
| 1995  | Joseph Carrier                                     | De Los Otros: Intimacy and Homosexuality Among Mexican Men                                            | Monograph     |
| 1996  | Carter Wilson                                      | Hidden in the Blood: A Personal Investigation of AIDS in the Yucatan                                  | Monographie   |
| 1996  | William L. Leap                                    | Word’s Out: Gay Men’s English                                                                         | Monographie   |
| 1997  | Sue-Ellen Jacobs, Wesley Thomas, et Sabine Lang    | Two-spirit People: Native American Gender Identity, Sexuality, and Spirituality                       | Edited Volume |
| 1997  | Kath Weston                                        | Render Me, Gender Me: Lesbians Talk Sex, Class, Color, Nation, Studmuffins                            | Monographie   |
| 1998  | Jennifer Robertson                                 | Takarazuka: Sexual Politics and Popular Culture in Modern Japan                                       | Monographie   |
| 1999  | Evelyn Blackwood et Saskia Wieringa                | Female Desires: Same Sex Relations and Transgender Practices Across Cultures                          | Edited Volume |
| 2000  | Barbara L. Voss et Robert A. Schmidt               | Archaeologies of Sexuality                                                                            | Edited Volume |
| 2000  | Stephen O. Murray                                  | Homosexualities                                                                                       | Monograph     |
| 2000  | Esther Newton                                      | Margaret Mead Made Me Gay: Personal Essays, Public Ideas                                              | Monograph     |
| 2001  | Arlene Stein                                       | The Stranger Next Door: The Story of a Small Community’s Battle over Sex, Faith, and Civil Rights     | Monographie   |
| 2002  | Hector Carrillo                                    | The Night is Young: Sexuality in Mexico in the Time of AIDS                                           | Monographie   |
| 2003  | Martin F. Manalansan IV                            | Global Divas: Filipino Gay Men in the Diaspora                                                        | Monographie   |
| 2004  | Ellen Lewin et William L. Leap                     | Out in Theory: The Emergence of Lesbian and Gay Anthropology                                          | Edited Volume |
| 2004  | Megan Sinnott                                      | Toms and Dees: Transgender Identity and Female Same-Sex Relationships in Thailand                     | Monographie   |
| 2005  | Tom Boellstorff                                    | The Gay Archipelago: Sexuality and Nation in Indonesia                                                | Monographie   |
| 2006  | Tanya Erzen                                        | Straight to Jesus: Sexual and Christian Conversions in the Ex-Gay Movement                            | Monographie   |
| 2007  | Saskia Wieringa, Evelyn Blackwood, et Abha Bhaiya  | Women’s Sexualities and Masculinities in a Globalizing Asia                                           | Edited Volume |
| 2007  | Gloria Wekker                                      | The Politics of Passion: Women’s Sexual Culture in the Afro-Surinamese Diaspora                       | Monographie   |
| 2007  | David Valentine                                    | Imagining Transgender: An Ethnography of a Category                                                   | Monographie   |
| 2008  | Barbara L. Voss                                    | The Archaeology of Ethnogenesis: Race and Sexuality in Colonial San Francisco                         | Monographie   |
| 2008  | Mark Padilla                                       | Caribbean Pleasure Industry: Tourism, Sexuality, and AIDS in the Dominican Republic                   | Monographie   |
| 2009  | Ellen Lewin et William L. Leap                     | Out in Public: Reinventing Lesbian/Gay Anthropology in a Globalizing World                            | Edited Volume |
| 2009  | Mary L. Gray                                       | Out in the Country: Youth, Media, and Queer Visibility in Rural America                               | Monographie   |
| 2009  | Rudolf Pell Gaudio                                 | Allah Made Us: Sexual Outlaws in an Islamic City                                                      | Monographie   |
| 2010  | David A. B. Murray                                 | Homophobias: Lust and Loathing Across Time and Space                                                  | Edited Volume |
| 2010  | Ellen Lewin                                        | Gay Fatherhood: Narratives of Family and Citizenship in America                                       | Monographie   |
| 2010  | Deborah Gould                                      | Moving Politics: Emotion and ACT UP’s Fight Against AIDS                                              | Monograph     |
| 2011  | Peter A. Jackson                                   | Queer Bangkok: 21st Century Markets, Media, and Rights                                                | Edited Volume |
| 2011  | Roger Lancaster                                    | Sex Panic and the Punitive State                                                                      | Monograph     |
| 2011  | Evelyn Blackwood                                   | Falling into the Lesbi World: Desire and Difference in Indonesia                                      | Monographie   |
| 2012  | Gayle Rubin                                        | Deviations: A Gayle Rubin Reader                                                                      | Edited Volume |
| 2012  | Margot Weiss                                       | Techniques of Pleasure: BDSM and the Circuits of Sexuality                                            | Monographie   |
| 2013  | Susan Stryker et Aren Aizura                       | The Transgender Studies Reader 2                                                                      | Edited Volume |
| 2013  | Naisargi Dave                                      | Queer Activism in India: A Story in the Anthropology of Ethics                                        | Monographie   |
| 2014  | Lal Zimman, Jenny Davis, et Joshua Raclaw          | Queer Excursions: Retheorizing Binaries in Language, Gender, and Sexuality                            | Edited Volume |
| 2014  | Noelle M. Stout                                    | After Love: Queer Intimacy and Erotic Economies in Post-Soviety Cuba                                  | Monographie   |
| 2015  | Linda Rae Bennett, Sharyn Graham Davies            | Sex and Sexualities in Contemporary Indonesia: Sexual Politics, Health, Diversity and Representations | Edited Volume |
| 2015  | Lucinda Ramberg                                    | Given to the Goddess: South Indian Devadasis and the Sexuality of Religion                            | Monographie   |
| 2016  | Uriel Quesada, Letitia Gomez, Salvador Vidal-Ortiz | Queer Brown Voices: Personal Narratives of Latina/o LGBT Activism                                     | Edited Volume |
| 2016  | David A. B. Murray                                 | Real Queer? Sexual Orientation and Gender Identity Refugees in the Canadian Refugee Apparatus         | Monographie   |
| 2017  | Eric Plemons                                       | The Look of a Woman: Facial Feminization Surgery and the Aims of Trans- Medicine                      | Monographie   |
| 2018  | George Paul Meiu                                   | Ethno-erotic Economies: Sexuality, Money and Belonging in Kenya                                       | Monograph     |
| 2019  | Amy Brainer                                        | Queer Kinship and Family Change in Taiwan                                                             | Monographie   |
| 2020  | Ana-Maurine Lara                                   | Queer Freedom: Black Sovereignty                                                                      | Monographie   |
| 2020  | Sarah Luna                                         | Love in the Drug War: Selling Sex & Finding Jesus on the Mexico US Border                             | Monographie   |
| 2021  | Vaibhav Saria                                      | Hijras, Lovers, Brothers: Surviving Sex and Poverty in Rural India                                    | Monographie   |
| 2022  | Serena Owusua Dankwa                               | Knowing Women: Same-Sex Intimacy, Gender, and Identity in Postcolonial Ghana                          | Book          |
| 2023  | Omar Kasmani                                       | Queer Companions: Religion, Public Intimacy and Saintly Affects in Pakistan                           | Monographie   |